# ХӀв
ХӀв, хӀв – trójznak cyrylicy, używany od 1938 r. w języku abazyńskim. Wykorzystywany jest do oznaczania dźwięku [ħʷ]. Jego odpowiednikiem w alfabecie łacińskim, wykorzystywanym w latach 1932–1938, był dwuznak u.

## Przykład użycia
| Język     | Przykład | Tłumaczenie |       |
| --------- | -------- | ----------- | ----- |
| abazyński | хIва́р    | baśń        | [ 5 ] |

## Kodowanie
| Forma     | Wygląd | Części składowe | Części składowe | Części składowe |
| --------- | ------ | --------------- | --------------- | --------------- |
| majuskuła | ХӀв    | U+0425 Х        | U+044A Ӏ        | U+04C0 в        |
| minuskuła | хӀв    | U+0445 х        | U+044A Ӏ        | U+04C0 в        |